# Chiesa di Santa Maria Assunta (Breganze)
La chiesa di Santa Maria Assunta è la parrocchiale di Breganze, in provincia e diocesi di Vicenza; fa parte del vicariato di Marostica.

## Storia
La pieve di Breganze sorse contemporaneamente alle altre pievi della pedemontana, quelle di Caltrano, di Thiene, di Calvene, tutte dedicate a santa Maria. È ricordata in un documento del 1089; nelle Rationes decimarum del 1297 da essa dipendevano le chiese di San Martino, Santo Stefano de Ripa, San Giorgio di Perlena, San Pietro e Sant'Andrea di Mason, Santo Stefano de Muris. 
Dopo il 1300 i confini si allargarono con l'annessione delle chiese di Santa Maria Maddalena di Laverda, San Sigismondo di Salcedo, San Bartolomeo di Fara Vicentino, San Pietro di Lugo, San Giacomo di Lusiana. Nel XIV secolo la chiesa era già collegiata.
L'edificio sacro fu più volte rimaneggiato, tanto da essere chiamato "chiesa senza pace". Ingrandita nel 1360, restaurata nel 1450, rialzata e allungata tra il 1626 e il 1631, nuovamente rimaneggiata tra il 1818 e il 1830. Intanto, il 1º maggio 1818, su decisione di papa Pio VII e approvazione imperiale, la parrocchia di Breganze passò alla diocesi di Vicenza, perdendo quindi la sua influenza sul territorio del vicariato pedemontano, rimasto in diocesi di Padova.
L'11 marzo 1838 il vecchio campanile crollò sulla chiesa, distruggendola in parte. La parrocchiale venne riedificata in due anni in stile lombardesco rinascimentale, mentre tra il 1841 e il 1893, su progetto dell'architetto veneziano Antonio Diedo, fu eretto a Breganze un campanile alto 90 metri, il terzo più alto nel Veneto e il quattordicesimo più alto d'Italia. Aspetti notevoli di questa costruzione sono il rinomato concerto di campane - ben 20 in origine, attualmente 16, la maggiore delle quali pesa 2830 kg - la grande meridiana, che ha tre dimensioni di lettura e l'orologio.

## Descrizione
La facciata, di tipo neoclassico, è tripartita da quattro lesene e si sviluppa su due registri terminante con il timpano triangolare e culminante con la statua di Maria Assunta. La parte inferiore si compone centralmente dal portale d'accesso, affiancato da due nicchie con le statue dei santi patroni Nicola da Tolentino e Martino di Tours. Al centro del registro superiore il grande rosone con vetri decorati policromi. che da luce all'interno dell'aula.
L'ampia e altissima navata centrale, illuminata da bifore istoriate, ha il soffitto con tre affreschi del pittore soavese Adolfo Mattielli, raffiguranti, quello centrale l'Assunzione della Vergine e i laterali l'Annunciazione e l’Adorazione dei pastori (1929-30).
In ciascuna delle navate laterali si trovano tre altari, con tele e ornamenti del risalenti ai XVIII e XIX secolo. Il presbiterio è stato modificato nel 1993, presenta opere modernissime e sul fondo un raffinato altare maggiore con alto tabernacolo, sovrastato da una croce lignea della prima metà del Settecento e, ai lati, belle pale d'altare e affreschi.